# Pero grossbecki
Pero grossbecki là một loài bướm đêm trong họ Geometridae.